# (11156) Al-Khwârizmî
Pour les articles homonymes, voir Al-Khwârizmî (homonymie).
(11156) Al-Khwârizmî, désignation internationale (11156) Al-Khwarismi, est un astéroïde de la ceinture principale.

## Description
(11156) Al-Khwârizmî est un astéroïde de la ceinture principale. Il fut découvert par Paul G. Comba le 31 décembre 1997 à Prescott. Il présente une orbite caractérisée par un demi-grand axe de 2,89 UA, une excentricité de 0,077 et une inclinaison de 1,135° par rapport à l'écliptique.

Il fut nommé en hommage au mathématicien, astronome et géographe perse Al-Khwârizmî. Des traductions latines de ses travaux introduisirent le système décimal en Europe au XIIe siècle.

## Compléments